# 沙波瓦利夫卡 (哈爾科夫區)
50°14′58″N 36°8′15″E / 50.24944°N 36.13750°E
沙波瓦利夫卡（烏克蘭語：Шаповалівка）是位於烏克蘭東部的村莊，由哈爾科夫州哈爾科夫區的德爾哈奇市鎮負責管轄。該村始建於1750年，面積0.71平方公里，海拔高度177米，2001年人口103，人口密度每平方公里146.1人。